# جون بارسونز (لاعب كرة قدم)
جون بارسونز (بالإنجليزية: John Parsons)‏ (10 ديسمبر 1950 في المملكة المتحدة - ) هو لاعب كرة قدم بريطاني في مركز الهجوم. لعب مع كارديف سيتي ونادي بورنموث ونيوبورت كونتي.